# Tarenna cumingiana
Tarenna cumingiana är en måreväxtart som först beskrevs av S.Vidal, och fick sitt nu gällande namn av Adolph Daniel Edward Elmer. Tarenna cumingiana ingår i släktet Tarenna och familjen måreväxter. Inga underarter finns listade i Catalogue of Life.